# 인터넷 브랜드
인터넷 브랜드(영어: Internet Brands, Inc.)는 미국의 뉴 미디어 회사이다.